# Hirnant
| Ordovicium 485 miljoner – 444 miljoner år före nutid | Ordovicium 485 miljoner – 444 miljoner år före nutid | Ordovicium 485 miljoner – 444 miljoner år före nutid | Ordovicium 485 miljoner – 444 miljoner år före nutid |
| Period (System)                                      | Epok (Serie)                                         | Ålder (Etage)                                        | Miljoner år sedan                                    |
| ---------------------------------------------------- | ---------------------------------------------------- | ---------------------------------------------------- | ---------------------------------------------------- |
| Silur                                                | Llandovery                                           | Rhuddan                                              | senare                                               |
| Ordovicium                                           | Yngre ordovicium                                     | Hirnant                                              | 445–444                                              |
| Ordovicium                                           | Yngre ordovicium                                     | Katy                                                 | 453–445                                              |
| Ordovicium                                           | Yngre ordovicium                                     | Sandby                                               | 458–453                                              |
| Ordovicium                                           | Mellersta ordovicium                                 | Darriwil                                             | 467–458                                              |
| Ordovicium                                           | Mellersta ordovicium                                 | Daping                                               | 470–467                                              |
| Ordovicium                                           | Äldre ordovicium                                     | Flo                                                  | 478–470                                              |
| Ordovicium                                           | Äldre ordovicium                                     | Tremadoc                                             | 485–478                                              |
| Kambrium                                             | Furong                                               | Etage 10                                             | tidigare                                             |

Hirnant är en geologisk tidsålder som varade ungefär mellan 445 och 444 miljoner år sedan, under ordovicium. I lagerföljdernas kronostratigrafi är hirnant det översta etaget av övre ordovicium och inom geokronologi är det den sista åldern inom yngre ordovicium. Åldern är uppkallad efter dalen Cwm Hirnant i Wales. 

## Istid och massutrotning
Under hirnant-tiden skedde en hastig klimatförsämring med utbredning av inlandsis kring sydpolen på superkontinenten Gondwana, som inom en miljon år följdes av en abrupt återgång till ett varmt klimat. Detta anses vara orsaken till att 85% av alla marina arter dog ut under hirnant, vilket är det näst största massutdöendet som är känt.